# Љубав сам ти, драги, дала/Касно смо се у животу срели
Љубав сам ти, драги, дала/Касно смо се у животу срели је дванаеста сингл-плоча певачице Снежане Ђуришић. Објављена је у издању Југотона, 13. новембра 1978. године.

## Песме
| Страна | Песма                       | Аутори                                 |
| ------ | --------------------------- | -------------------------------------- |
| А      | Љубав сам ти, драги, дала   | Аца Степић (м), Градимир Јовановић (т) |
| Б      | Касно смо се у животу срели | Аца Степић (м), М. Илић (т)            |